# 1338 Duponta
1338 Duponta este un asteroid din centura principală, descoperit pe 4 decembrie 1934, de Louis Boyer.